# Giacomo Molinari
Giacomo Molinari, noto anche come Giacomo Ahmed Molinari (in arabo موليناري جياكومو‎?; Cavagnano, 28 agosto 1814 – ...), è stato un architetto e astronomo italiano, noto per i suoi contributi alla ricostruzione di Laghouat, nell'Algeria francese..

## Biografia

### Origini
Figlio dell'armatore Giovanni Molinari e di Maria Giuseppa Bianchi, proveniente dalla nobiltà toscana. Sua madre, Eileen Mac Allan, è figlia di un grande armatore di Dublino.

### Lavori a Laghouat
Molinari arrivò a Laghouat nel 1855, tre anni dopo la presa della città da parte dell'esercito francese, come membro di un gruppo di architetti e massoni italiani venuti a ricostruire la città. Molinari si fece soprannominare Mouninar dagli abitanti locali.Tra le sue realizzazioni figurano il forte Bouscaren, la caserma Bessières, la chiesa di Sant'Ilario e la moschea Essaffah. Realizzò poi anche le vecchie moschee di Djelfa e Aflou, nonché diverse opere ad Algeri e a Miliana

### Conversione all'islam
Dopo la fine dei lavori a Laghouat, Molinari fu attratto dall'islam e decise di rimanere in Algeria per concludervi la vita. Nel 1855 si sposò con una donna locale della tribù di Sidi Bouzid, con la quale ebbe quattro figli. Adottò il nome Ahmed, ma la data esatta della sua conversione resta incerta. Riuscì a nascondere la sua conversione al suo circolo europeo, e nessun documento la menziona ufficialmente.

### Morte ed eredità
Il luogo e la data di morte non sono noti. L'ultima traccia della sua vita è il suo testamento redatto il 28 luglio 1908 e depositato presso lo studio del notaio francese Paul Carel. Il testamento si conclude così: «Non possiedo nulla. Avevo un giardino che ho venduto oggi stesso, per la somma di dodici cento franchi, che mi ha servito a pagare un debito della stessa somma, che dovevo a M. Isaac ben Lalou ". 5. "Desidero essere sepolto, dopo la mia morte, nel cimitero musulmano di Sidi-Yanès».